# Roberto Soldado
Artikeln följer den spanska namnseden; faderns efternamn är Soldado och moderns efternamn Rillo.

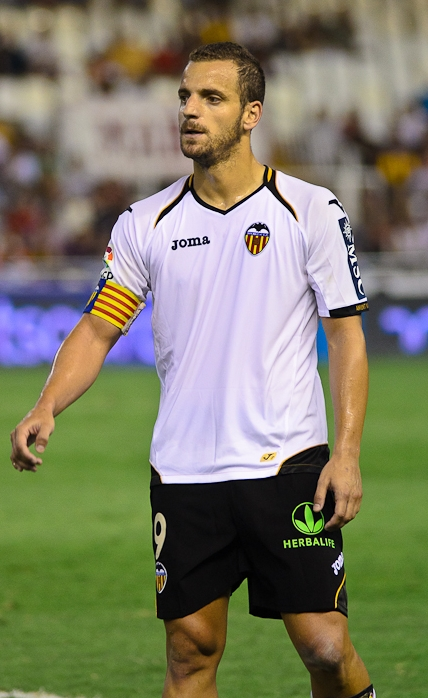
Soldado i Valenciatröjan i augusti 2011

Roberto Soldado Rillo, född 27 maj 1985 i Valencia, är en spansk professionell fotbollsspelare som spelar som anfallare för Levante.

## Klubbkarriär

### Real Madrid
Soldado föddes i Valencia och började spela i Real Madrids organisation vid 15 års ålder efter att ha spelat i den lokala klubben CF Don Bosco. Efter flera produktiva säsonger i klubbens B-lag gjorde Soldado sin debut i A-laget den 23 oktober 2005 mot Valencia. Den 28 september gjorde han i 86:e minuten det avgörande målet, efter endast sex minuter på planen, mot Olympiakos i Uefa Champions League 2005/2006.
Säsongen 2005-06 gjorde Soldado 19 mål för Castilla i Segunda División och delade andraplatsen i skytteligan tillsammans med Ciudad de Murcias José Juan Luque, ett mål bakom Recreativo de Huelvas Ikechukwu Uche. Den 24 juli 2006 blev Soldado den första spelaren i Real Madrid som fick lämna laget under den nya tränaren Fabio Capello och presidenten Ramón Calderón. Soldado lånades ut på ett säsongslångt lån till Osasuna och i samband med utlåningen sade han: "Tanken är att få en bra säsong med ett lag i högsta divisionen och göra mål för att utvecklas som fotbollsspelare". Osasuna hade placerat sig en fjärdeplats säsongen innan och fick därmed en plats i den tredje kvalomgången i Champions League, och det var av den anledningen Soldado valde dem framför ett antal andra spanska klubbar som också var intresserade. "Nästa år jag vill återvända till Reals a-lag. Jag valde Osasuna eftersom det ger mig chansen att spela i Champions League", sa Soldado till Real Madrids hemsida efter att han skrivit på för Osasuna. Soldado avslutade säsongen med totalt 15 mål, vilket gjorde honom till lagets skyttekung.
Soldado återvände till Real Madrid och, den 11 juli 2007, förnyade sitt kontrakt fram till den 30 juni 2012. I en intervju med spanska tidningen Diario AS avslöjade han att han skulle bära nummer 9 under hans andra period i Madrid: "Under försäsongen kommer jag vara nummer 9, numret jag alltid har drömt om. När jag går ut på planen på Bernabeu kommer jag minnas allt det hårda arbete som krävdes för att ta sig hit." Dock avslutade han säsongen med endast fem spelade ligamatcher.

### Getafe
I slutet av juli 2008 såldes Soldado till Getafe för 4 miljoner pund och skrev på ett fyraårskontrakt med Madrid-klubben, precis som den tidigare Real-mittfältaren Esteban Granero gjort veckan innan. Soldado gjorde sitt första mål för klubben den 19 oktober 2008 i en bortamatch mot Málaga, och två ytterligare mot Osasuna två månader senare. Mellan de tidpunkterna blev han utvisad för att ha skallat Carlos Marchena i en hemmamatch mot Valencia.
Den 25 januari 2009 gjorde Soldado ett hat trick i en 5-1–hemmaseger mot Sporting de Gijón. Soldado inledde säsongen 2009/2010 starkt med att göra tre mål mot Racing Santander i en 4-1–bortaseger. Efter en längre måltorka gjorde Soldado ytterligare tre mål mot La Liga-nykomlingen Xerez CD, en match Getafe vann med 5-1.
Den 19 december 2009 utökade Soldado sin målstatistik till tio efter att ha gjort båda målen i en 2-1–seger mot Sevilla FC - någonting som gjorde Soldado till Getafes bästa målskytt i förstaligan någonsin. Han var borta från spel under en månad på grund av skada men i sin comeback gjorde han, via en cykelspark, Gefates kvitteringsmål i en 1-1–match hemma mot Gijón.

### Valencia
I början av juni 2010, efter ett framgångsrikt år i Getafe med 16 ligamål och klubben kvalificerat för UEFA Europa League, återvände Soldado till sin hemstad och skrev på för Valencia för 10 miljoner pund som ersättare för David Villa. I sin första officiella match för laget, den 14 september, gjorde han ett mål mot Bursaspor i Champions League-gruppspelet. I returmötet på Mestalla i november gjorde Soldado ytterligare två mål i en match som Valencia vann med 6-1.
Den 2 april 2011 gjorde Soldado alla Valencias mål i en 4-2–bortaseger mot sin gamla klubb Getafe. I nästa match, ett lokalderby mot Villarreal, gjorde han två mål i en 5-0–överkörning. och avslutade säsongen på en delad fjärdeplats i skytteligan och Valencia placerade sig på tredjeplats och fick därmed en plats i Champions League.
I den första matchen under säsongen 2011/2012 gjorde Soldado fyra mål mot Racing Santander, varav ett självmål, i en match som Valencia vann med 4-3. Hans två sista mål kom under matchens tre sista minuter. I slutet av november 2011 gjorde Soldado totalt fem mål under två hemmamatcher åtskilda av endast fem dagar: två i en 2-3–förlust mot Real Madrid och tre i en 7-0–vinst över Genk i Champions Leagues gruppspel.
Soldado gjorde 17 ligamål och totalt 25 mål under säsongen och i slutet av juni förlängde han sitt kontrakt med Valencia fram till 2017. Den 23 oktober 2012 gjorde Soldado lagets alla mål i en 3-0–vinst över BATE Borisov i Champions League-gruppspelet i Minsk.

### Tottenham Hotspur
Valencia enades om ett avtal med Tottenham Hotspur för en övergång av Soldado den 1 augusti 2013 för 26 miljoner pund. Övergången slutfördes fyra dagar senare och det slog klubbens tidigare rekord för högsta transfersumma på 17 miljoner pund som man betalade för Paulinho tidigare under sommaren.
Under sin debutmatch den 18 augusti 2013 mot Crystal Palace FC gjorde Soldado även sitt första mål i Premier League, då han rullade in 1-0 från straffpunkten, ett mål som kom att bli det enda i matchen. Den 22 augusti gjorde han sina två första mål i Europaspel för Tottenham i en 5-0–seger över Dinamo Tbilisi i kvalet till Europa League. I en Europa League-gruppspelsmatch mot FC Anzhi Makhachkala den 12 december 2013 gjorde han sitt första hattrick för Tottenham.
Soldado gjorde sex mål under sin debutsäsong, varav endast två kom från annat än fasta situationer och han fanns med  i The Telegraphs lista över "Premier League-säsongens 10 sämsta värvningar".

### Villarreal
Den 14 augusti 2015 anslöt Soldado till La Liga-laget Villarreal för en rapporterad övergångssumma om 10 miljoner pund över ett treårskontrakt.

### Granada
Den 15 juli 2019 värvades Soldado av Granada, där han skrev på ett ettårskontrakt med option på ytterligare ett år.

### Levante
Den 28 juni 2021 värvades Soldado av Levante, där han skrev på ett tvåårskontrakt.

## Landslagskarriär
Soldado fick spela för Spanien för första gången vid EM-kvalet till EM 2008, mot Lettland och Liechtenstein i juni 2007.

### Fotnoter
1. ↑  ”Barclays Premier League squad numbers 2013/14”. Premier League. 16 augusti 2013. Arkiverad från originalet den 21 augusti 2013. https://web.archive.org/web/20130821225359/http://www.premierleague.com/en-gb/news/news/2013-14/aug/premier-league-squad-numbers-seasons-2013-14.html. Läst 17 augusti 2013.
2. ↑  ”Player profile”. Premier League. Arkiverad från originalet den 25 mars 2015. https://web.archive.org/web/20150325071539/http://www.premierleague.com/en-gb/players/profile.html/roberto-soldado. Läst 19 januari 2015.
3. ↑  Hall, Andy (29 september 2005). ”Madrid's soldier of fortune”. Uefa. http://www.uefa.com/uefachampionsleague/news/newsid=347554.html. Läst 5 augusti 2013.
4. ↑  ”Real striker Soldado to join Osasuna”. ESPN. 24 juli 2006. http://espnfc.com/news/story?id=374309&campaign=rss&source=soccernet&&cc=5739. Läst 5 augusti 2013.
5. ↑  ”Madrid reward Ramos and Soldado”. Uefa. 12 juli 2007. http://www.uefa.com/uefachampionsleague/news/newsid=560412.html. Läst 6 augusti 2013.
6. ↑  ”Soldado set to seal Getafe switch”. Uefa. 30 juli 2008. http://www.uefa.com/memberassociations/news/newsid=735708.html. Läst 6 augusti 2013.
7. ↑  ”Osasuna 5 - 2 Getafe”. ESPN. 21 december 2008. Arkiverad från Osasuna 5–2 Getafe originalet den 2 november 2012. https://web.archive.org/web/20121102061102/http://soccernet.espn.go.com/report/_/id/252824?cc=5739. Läst 6 augusti 2013.
8. ↑  ”Getafe 0 - 3 Valencia”. ESPN. 9 november 2008. Arkiverad från originalet den 14 april 2014. https://web.archive.org/web/20140414170949/http://espnfc.com/gamecast?id=252899. Läst 7 augusti 2013.
9. ↑  ”Getafe 5 - 1 Sporting Gijon”. ESPN. 25 januari 2009. Arkiverad från originalet den 12 november 2013. https://web.archive.org/web/20131112001000/http://espnfc.com/gamecast?id=252760. Läst 7 augusti 2013.
10. ↑  ”Racing Santander 1 - 4 Getafe”. ESPN. 30 augusti 2009. Arkiverad från originalet den 2 november 2012. https://web.archive.org/web/20121102061202/http://soccernet.espn.go.com/report/_/id/275721?cc=5739. Läst 7 augusti 2013.
11. ↑  ”Getafe 5 - 1 Xerez”. ESPN. 29 november 2009. Arkiverad från originalet den 2 november 2012. https://web.archive.org/web/20121102061225/http://soccernet.espn.go.com/report/_/id/275747?cc=5739. Läst 7 augusti 2013.
12. ↑  ”Soldado stun Sanchez Pizjuan”. ESPN. 19 december 2009. Arkiverad från originalet den 7 augusti 2013. http://archive.is/2013.08.07-002736/http://espnfc.com/en/report/275796/report.html?soccernet=true&cc=. Läst 7 augusti 2013.
13. ↑  ”Getafe 1 - 1 Sporting Gijon”. ESPN. 4 maj 2010. Arkiverad från originalet den 14 april 2014. https://web.archive.org/web/20140414045112/http://espnfc.com/gamecast?id=275642. Läst 7 augusti 2013.
14. ↑  Yakir, Mizrahi (14 september 2010). ”Valencia new boys spoil Bursaspor debut”. Uefa. http://www.uefa.com/news/newsid=1523884.html. Läst 7 augusti 2013.
15. ↑  Hunter, Graham (24 november 2010). ”Valencia vanquish Bursaspor to ease through”. Uefa. http://www.uefa.com/news/newsid=1523940.html. Läst 7 augusti 2013.
16. ↑  ”Getafe 2 - 4 Valencia”. ESPN. 2 april 2011. Arkiverad från originalet den 14 april 2014. https://web.archive.org/web/20140414053628/http://espnfc.com/gamecast?id=302044. Läst 7 augusti 2013.
17. ↑  ”Valencia thump five past Villarreal”. Fifa. 10 april 2011. Arkiverad från originalet den 17 april 2011. https://web.archive.org/web/20110417184701/http://www.fifa.com/worldfootball/clubfootball/news/newsid=1415856.html. Läst 7 augusti 2013.
18. ↑  ”Valencia 4-3 Racing Santander”. ESPN. 27 augusti 2011. Arkiverad från originalet den 7 augusti 2013. http://archive.is/2013.08.07-002746/http://espnfc.com/en/gamecast/324016/gamecast.html?soccernet=true. Läst 7 augusti 2013.
19. ↑  ”Valencia 2 - 3 Real Madrid”. ESPN. 19 november 2011. Arkiverad från originalet den 26 november 2011. https://web.archive.org/web/20111126022842/http://soccernet.espn.go.com/report/_/id/323920?cc=5739. Läst 7 augusti 2013.
20. ↑  Hunter, Graham (23 november 2011). ”Soldado spearheads Valencia romp”. Uefa. http://www.uefa.com/uefachampionsleague/season=2012/matches/round=2000263/match=2007642/postmatch/report/index.html#soldado+leads+valencia+rush. Läst 7 augusti 2013.
21. ↑  ”Soldado signs new deal”. ESPN. 23 juni 2012. Arkiverad från originalet den 27 februari 2014. https://web.archive.org/web/20140227152126/http://espnfc.com/news/story/_/id/1113325/roberto-soldado-signs-new-valencia-contract?cc=5739. Läst 7 augusti 2013.
22. ↑  ”Soldado treble sinks BATE”. ESPN. 23 oktober 2012. Arkiverad från originalet den 17 januari 2014. https://web.archive.org/web/20140117231750/http://espnfc.com/us/en/report/355667/report.html?soccernet=true&cc=5901. Läst 24 oktober 2012.
23. ↑  ”Transfer news: Valencia announce £26m fee with Tottenham agreed for Roberto Soldado – but it's not yet a done deal”. The Independent. 1 augusti 2013. http://www.independent.co.uk/sport/football/transfers/transfer-news-valencia-announce-26m-fee-with-tottenham-agreed-for-roberto-soldado--but-its-not-yet-a-done-deal-8740475.html. Läst 1 augusti 2013.
24. ↑  ”Soldado passes medical”. Tottenham Hotspur F.C. 5 augusti 2013. http://www.tottenhamhotspur.com/news/soldado-passes-medical-050813/. Läst 5 augusti 2013.
25. ↑  ”Official: Tottenham complete £26m club-record signing of Roberto Soldado”. Inside World Soccer. 6 augusti 2013. http://www.insideworldsoccer.com/2013/08/roberto-soldado-tottenham-valencia-transfer.html. Läst 5 augusti 2013.
26. ↑  ”Crystal Palace 0–1 Tottenham”. BBC Sport. 18 augusti 2013. http://www.bbc.co.uk/sport/0/football/23653983. Läst 19 augusti 2013.
27. ↑  ”Dinamo Tbilisi 0–5 Tottenham”. BBC. 22 augusti 2013. http://www.bbc.co.uk/sport/0/football/23707596.
28. ↑  Williamson, Laura (12 december 2013). ”Tottenham 4 Anzhi Makhachkala 1: Soldado bags treble as Spurs keep up 100% record”. Daily Mail. http://www.dailymail.co.uk/sport/football/article-2522831/Tottenham-4-Anzhi-Makhachkala-1-Match-report.html. Läst 2 september 2014.
29. ↑  ”The 10 worst buys of the Premier League season: in pictures”. The Daily Telegraph. Arkiverad från originalet den 28 april 2014. https://web.archive.org/web/20140428212227/http://www.telegraph.co.uk/sport/football/picturegalleries/10771972/The-10-worst-buys-of-the-Premier-League-season-in-pictures.html. Läst 2 september 2014.
30. ↑  ”A great signing for the Yellow Submarine”. Villarreal CF. 14 augusti 2015. Arkiverad från originalet den 16 augusti 2015. https://web.archive.org/web/20150816193412/http://www.villarrealcf.es/en/news/index-all-news/item/10377-a-great-signing-for-the-yellow-submarine. Läst 14 augusti 2015.
31. ↑  ”Roberto Soldado joins Villarreal after fee agreed with Tottenham”. ESPN. 14 augusti 2015. http://www.espnfc.com/story/2562930/roberto-soldado-joins-villarreal;-fee-agreed-with-tottenham. Läst 14 augusti 2015.
32. ↑  ”Officiellt: Roberto Soldado klar för Granada”. fotbolltransfers.com. 15 juli 2019. http://fotbolltransfers.com/site/news/110800. Läst 28 juli 2019.
33. ↑  ”Officiellt: Levante värvar Roberto Soldado”. fotbolltransfers.com. 28 juni 2021. https://fotbolltransfers.com/site/news/140626. Läst 30 juni 2021.
34. ↑  Lucy Turner (25 maj 2007). ”Soldado gets Spain's approval”. UEFA.com. http://www.uefa.com/competitions/euro/news/kind=1/newsid=543429.html. Läst 8 oktober 2007.